# 中华腹袋吸虫
中华腹袋吸虫（学名：Gastrothylax chinensis）为腹袋科腹袋属的动物。在中国大陆，分布于广东、江西等地，营寄生生活，终末宿主黄牛、水牛以及寄生于瘤胃。